# ベリル・ヴァーチュー
ベリル・フランシス・ヴァーチュー （Beryl Frances Vertue CBE、1931年4月8日 - 2022年2月12日）は、イギリスのテレビプロデューサー、メディア・エグゼクティブ、元エージェントである。テレビ番組制作会社ハーツウッド・フィルムズの立ち上げ人・社長である。CBE。

## 活動歴
元学友でコメディ作家のアラン・シンプソンに誘われ、ヴァーチューは後の"Associated London Scripts" (ALS) (en) に、秘書兼アシスタントとして参加した。気付けば彼女は、ALSからエージェント業を任されており、スパイク・ミリガン、エリック・サイクス、ジョニー・スパイト、レイ・ガルトン&アラン・シンプソン、テリー・ネーションなどの代理人を務めた。彼女はネーションのために、『ドクター・フー』シリーズのダーレクに関する権利交渉を行っている。また、トニー・ハンコック（1961年まで）、フランキー・ハワードなどの代理人も請け負っていた。
1967年に彼女は、ALSを吸収合併した、ロバート・スティグウッドの会社に移った。この会社は、アメリカ向けに英国のテレビ構成を輸出する会社だった。この会社では、『ステップトウ・アンド・サン』、『Til Death Us Do Part』などを輸出し、それぞれ『サンフォード・アンド・サン』、『オール・イン・ザ・ファミリー』としてアメリカでリメイクされるという成功を収めている。
1975年には、ザ・フーのロック・オペラ『トミー』の映画版で、共同制作総指揮を務めている。この作品の監督はケン・ラッセル、主演はロジャー・ダルトリーだった。
1980年代にはハーツウッド・フィルムズを立ち上げ、『Men Behaving Badly』、『Is It Legal?』、『カップリング』などのコメディ番組を多数制作している。うち『カップリング』は、彼女の実娘スー・ヴァーチューが制作し、その夫で彼女の義理の息子のスティーヴン・モファットが脚本を書いている。また、彼女は『SHERLOCK』の制作総指揮も務めている。

## 褒章・表彰
ヴァーチューは、2000年新年の褒章 (en) で、テレビ放送への貢献に対しOBE（オフィサー、第4位）、2016年新年の褒章 (en) で、テレビドラマへの貢献に対しCBE（コマンダー、第3位）を授与された。2004年には、テレビ放送への創造的で多大な貢献に対し、英国アカデミー賞テレビ部門（BAFTA）からアラン・クラーク賞を贈られている。
2012年3月20日には、ロイヤル・テレビジョン・ソサエティ主催のロイヤル・テレビジョン・ソサエティ番組賞の生涯成功賞を受賞した。また同年3月30日には、英国記者協会テレビ・ラジオ賞において、「放送への多大な貢献に対するハーヴェイ・リー賞」を贈られている。

## メディア出演
2013年1月25日に彼女は、BBC Radio 4の番組『Desert Island Discs』にゲスト出演した。彼女のリクエスト曲は、エルトン・ジョンの『ピンボールの魔術師』、ジャコモ・プッチーニの『誰も寝てはならぬ』、ビージーズの『Morning of my Life』、ブロードウェイ・キャストによる『コーラスライン』フィナーレ、エレイン・ペイジの『アルゼンチンよ、泣かないで』（『エビータ』）、ロンドン・セッション・オーケストラの"SHERlocked"、ルイ・アームストロングの『この素晴らしき世界』だった。